# Gaius Severinius Vitalis

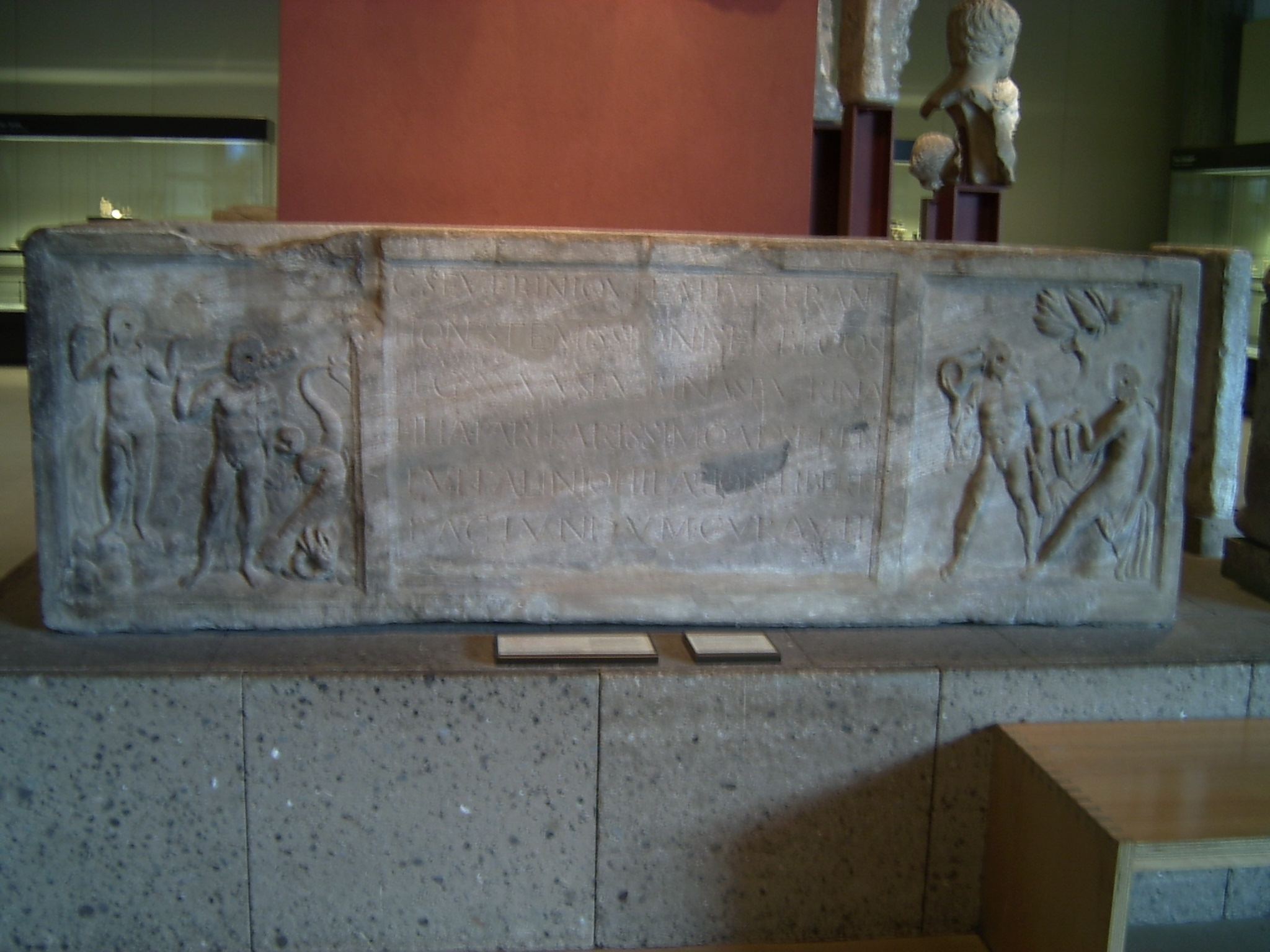
Die Inschrift

Gaius Severinius Vitalis war ein im 2. oder 3. Jahrhundert n. Chr. lebender Angehöriger der römischen Armee.
Durch eine Inschrift, die in Colonia Claudia Ara Agrippinensium gefunden wurde, ist belegt, dass Vitalis Soldat in der Legio XXX Ulpia Victrix und ein ehemaliger Benefiziarier des Statthalters war. Er wurde ehrenvoll aus der Armee entlassen (veterano honestae missionis). Der Sarkophag wurde von seiner Tochter Severinia Severina und dem Freigelassenen Vitalinius Hilario aufgestellt.
Die Inschrift wird in der Epigraphik-Datenbank Clauss-Slaby in die Zeit zwischen 171 und 230 datiert, bei Marcus Reuter auf den Anfang des 3. Jahrhunderts.